# 716a Divisió d'Infanteria Estàtica (Alemanya)
La 716a divisió d'infanteria estàtica (alemany: 716. Infanterie-Division) va ser una divisió d'infanteria de l'exèrcit alemany durant la Segona Guerra Mundial. Va ser creada el 2 de maig de 1941 i enviat a la França ocupada pels alemanys el juny de 1941. Moltes de les tropes de la divisió eren alemanys d'edat avançada i reclutes d'altres països ocupats pels alemanys, especialment ucraïnesos. La divisió també tenia alguns joves reclutes alemanys. Com a bodenständig (unitat estàtica) no estava equipada amb la configuració estàndard de vehicles i armes pesades. Gran part de l'artilleria i els canons antitanc de la divisió provenien d'armament capturat.

## Història
La 716.Infanterie-Divisionen es va mobilitzar per a les tasques d'ocupació a la 15.Welle (Onada) de l'exèrcit de substitució el 2 de maig de 1941, al WKr VI. Munster. Després de la formació a Bielefeld, i el trasllat a la França ocupada, va ser assignat a l'AOK 15 el juny de 1941 i emprat a Saint-Lo i Soissons. Va ser traslladat a l'AOK 7 el juny de 1942 i traslladat a Normandia, amb tasques que inclouen defensa costanera, protecció antiaèria i construcció de fortificacions defensives. Després de curts moviments cap a Amiens i Brussel·les va tornar a les divisions a Normandia. La 716.Infanterie-Division no tenia experiència de combat i era una de les divisions més febles de la zona.
El dia D, la divisió va ser responsable de Küsten Verteidigung Abschnitt - Secció de defensa costanera divisional: 7 KVA 'H1' - KVA Caen. Tenint la tasca de derrotar els desembarcaments, va tripular una línia estesa de llocs de defensa, al llarg dels seus 47 km assignats de costa de Normandia, i va desplegar tots els altres recursos d'unitat disponibles per sobre de la Baixa Normandia: la plana costanera de Calvados-Baie de Seine. Lluitant amb els recursos addicionals del LXXXIV Korps, la situació tàctica i el terreny van veure que la divisió es va "dividir" en dues seccions defensives costaneres del regiment: el Küsten Verteidigungs Gruppe Courseulles i el Küsten Verteidigungs Gruppe Riva-Bella.A l'oest, el KV-Gruppe Courseulles va comandar totes les tropes divisionals des d'Asnelles fins a Saint-Aubin-sur-Mer, veient que intentaven derrotar els desembarcaments a Gold Beach i Juno Beach. A l'est fins al límit AOK 7 / AOK 15, el KV-Gruppe Riva-Bella va comandar la situació tàctica des de Langrune-sur-Mer fins a Le Home Varaville, convertint-se en responsable de derrotar els desembarcaments a Sword Beach i per la 6è Divisió Aerotransportada britànica; a cavall del riu Orne.
Durant els combats posteriors al Dia D, la divisió va lluitar defensivament al voltant de Caen i Villers-Bocage. Segons l'oficial al comandament, el generalleutnant Wilhelm Richter, "la meva divisió havia estat derrotada i molt colpejada a Normandia". La divisió va ser retirada del servei de primera línia el 10 de juliol de 1944 i va poder evitar la carnisseria de la bossa de Falaise. Redistribuïda al sud de França, la divisió va prendre posicions de seguretat costaneres a la regió de Salses-Perpinyà-Elna, prop de la frontera espanyola. Després, la divisió va rebre l'ordre de retirar-se el 19 d'agost de 1944 i es va retirar pel Llenguadoc, a la regió al voltant de Lió. Després d'aquest moviment la divisió va enfrontar-se amb la resistència francesa abans d'arribar més tard a la zona de Sélestat a Alsàcia.
L'octubre de 1944, la 716a Divisió d'Infanteria es trobava a la regió d'Oberrhein (prop de Colmar) on va lluitar a Neunkirch-Obenhein i gairebé va ser eliminada en intensos combats el gener de 1945. Les restes de la divisió es van reconstituir com la 716a Divisió Volksgrenadier a Abril de 1945 abans de rendir-se a les tropes americanes a Kempten el maig de 1945.

## Ordre de batalla

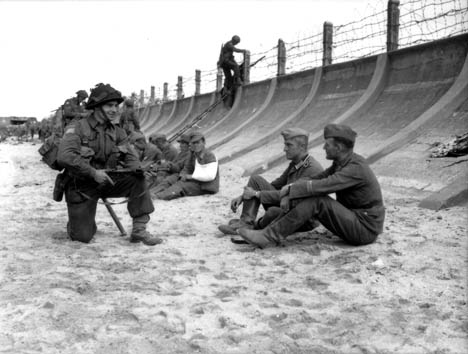
Captius de la 716a Divisió el dia D, sota la guàrdia d'un soldat canadenc del Régiment de la Chaudière.

El complement del 716 quan es va elevar el 1941 va ser:
- Estat Major de la Divisió
- 726 Regiment d'Infanteria
- 736 Regiment d'Infanteria
- 716 Regiment d'Artilleria
- 716 Companyia Panzerjäger
- 716 Batalló de Pioners
- 716 Batalló de Senyals
- 716 Tropes de proveïment
- Secció d'Administració

El complement del 716 durant la campanya de Normandia de juny de 1944 consistia en:
- Comandament
- 726è Regiment de Granaders (439è Batalló Ost)
- 736è Regiment de Granaders (642è Batalló Ost)
- 1716 Batalló d'Artilleria
- 716è batalló antitanc
- 716è Batalló d'Enginyers
- 716è Batalló de Senyals
- 716è Batalló de Fusiliers
- 441è Batalló Ost

## Comandants

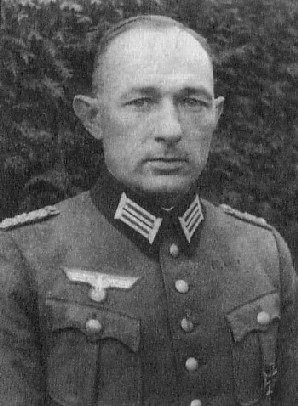
General Wilhelm Richter, comandant de la divisió durant la campanya de Normandia de 1944.

- Oberst Otto Matterstock: 1941 a abril de 1943
- Generalleutnant Wilhelm Richter: abril de 1943 a maig de 1944
- Generalmajor Ludwig Krug: maig de 1944
- Generalleutnant Wilhelm Richter: juny de 1944 a agost de 1944
- Generalmajor Otto Schiel: agost de 1944 a setembre de 1944
- Generalleutnant Wilhelm Richter: setembre de 1944
- Oberst Ernst von Bauer: setembre de 1944 a desembre de 1944
- Generalmajor Wolf Ewert: desembre de 1944 a abril de 1945
- Oberst Friedrich Trompeter: abril de 1945